# Feedback (dal)
A Feedback Janet Jackson amerikai énekesnő első kislemeze tizedik, Discipline című stúdióalbumáról. Jackson első kislemeze új kiadójánál, az Island Recordsnál. A dalt 2007. december 26-a óta lehet hivatalosan letölteni, és 2008. január 7-én küldték el az amerikai rádióadóknak.

## Fogadtatása
A dal kritikai fogadtatása nagyrészt pozitív volt. Bill Lamb az About.com-nak írt cikkében Jackson esetleges nagy visszatérésének nevezte a Feedbacket, és megjegyezte, hogy ez talán jóvá teszi az előző album, a 20 Y.O. gyengeségét. Az About.com 2007 száz legjobb popdalát felsoroló listáján a 9. helyre került a dal, és Bill Lamb megjegyezte, hogy ezt a számot egyszer meghallgatva megérthetjük, Jackson miért minden idők legsikeresebb előadóinak egyike.
A Billboard magazin slágernek nevezte a Feedbacket, táncolhatónak és könnyen énekelhetőnek nevezte, valamint Janet 2001-es slágeréhez, az All for Youhoz hasonlította.
A Digital Spy szerint a Feedbackben „minden megvan, amit egy Jackson-daltól kívánni lehet: erőteljes ritmus, sok refrén és elég határozottság ahhoz, hogy elfeledtesse velünk hangja papírvékonyságát.”
A Feedback premierje a New York-i Z100 rádióállomáson volt 2007. december 12-én. A dal ugyanekkor kiszivárgott az internetre és több más rádióállomás is megszerezte, így az első 24 órában az USA-ban 4.175 millió ember hallhatta. Az amerikai Billboard Hot 100 slágerlistának a 84. helyén nyitott, a második héten már az 52, a harmadik héten az 51. helyig jutott. A Billboard Pop 100 38. helyéig jutott.
A Canadian Hot 100 slágerlistára a 2008. január 12-vel végződő héten került fel a dal, a 48. helyre, ezzel azon a héten ez volt a legmagasabban debütáló dal. Ez Jackson első dala, ami felkerült erre a listára a 2004-ben megjelent Just a Little While óta, ami a 3. helyig jutott.
Az új-zélandi RIANZ slágerlistán a Feedback a 38. helyen nyitott a január 28-án végződő héten, ezzel azon a héten a 3. legmagasabban debütáló dal volt a listán a The Dream Shawty Is a 10 és Timbaland Scream című dala után. Ez Jackson első dala ezen a listán a 2006-ban megjelent Call on Me óta. A második héten a dal lekerült a 40. helyre, a 3. héten pedig elérte legmagasabb helyezését a listán, a 17. helyen.

## Videóklip és remixek
A futurisztikus videóklipet Saam Farahmand brit rendező rendezésével New Yorkban forgatták. Koreográfusa Gil Duldulao Jr. A klipet a BET 106 & Park műsorában, illetve a Yahoo! Musicon mutatták be elsőként, 2008. január 8-án és ugyanezen a napon tették elérhetővé a Yahoo! Music oldalán is. 2008. január 21-én felkerült az internetre a videóklip egy kissé eltérő változata, melyben további jelenetek és hangeffektusok vannak. Az amerikai iTunes Store-ban a klip két változata vásárolható meg.
Az album deluxe változatához tartozik egy DVD, melynek címe A „Discipline” készítése. Ezen a DVD-n az album és a Feedback videóklip készítése látható öt részben. A harmadik részben látható a videóklip táncmozdulatainak begyakorlása. A nyolc táncos több mint egy hétig gyakorolt, mielőtt találkoztak Jacksonnal, majd vele együtt gyakoroltak további három napig. A klip forgatása két napig tartott. Jackson leírása szerint a klip „az érzéki feszültség metaforája”. A DVD negyedik fejezete mutatja magának a klipnek a készítését. Jackson beszámol arról, hogy futurisztikus hangulatú klipet akart, és a rendező ötlete volt a bolygók közti ugrálás. A DVD ötödik fejezetében látható a teljes videóklip.

### Hivatalos remixek
| - Album Version (3:38) - Main Version (3:58) - Clean Edit (3:57) - Instrumental (3:56) - Craig J's Sassy Vox Mix (7:09) - Jody Den Broeder Club Mix (7:22) - Jody Den Broeder Radio Edit (4:00) - Moto Blanco Radio Edit (3:58) - Moto Blanco Full Vocal (8:32) - Moto Blanco Dub (7:48) | - Ralphi Rosario Dirty Sexy Radio (3:58) - Ralphi Rosario Dirty Sexy Vox Mix (9:42) - Ralphi & Craig J Electro Shock Radio Mix (3:45) - Ralphi & Craig J Electro Shock Vox (8:11) - Rosabel Hyper Mix (9:26) - So So Def Remix feat. Busta Rhymes, Ciara & Fabulous (Explicit) (3:31) - So So Def Remix feat. Busta Rhymes, Ciara & Fabulous (Clean) (3:31) - The Wideboys Radio Edit (3:01) - The Wideboys Club Mix (6:21) - The Wideboys Dub (6:07) |

## Változatok
| Digitális kislemez (USA) 1. Feedback (Main Version) CD kislemez (Japán) Promó CD (USA, EU) 12" promó (EU) 1. Feedback (Main Version) 2. Feedback (Instrumental) Promó CD, remixek (USA, EU) 1. Feedback (Moto Blanco Radio Edit) 2. Feedback (Ralphi Rosario Dirty Radio Mix) 3. Feedback (Ralphi Rosario Electroshok Radio Mix) 4. Feedback (Wideboys Radio Edit) 5. Feedback (Jody Den Broeder Radio Edit) 6. Feedback (Moto Blanco Full Vocal) 7. Feedback (Ralphi Rosario Dirty Club) 8. Feedback (Ralphi Rosario Electroshok Club) 9. Feedback (Wideboys Club) 10. Feedback (Jody Den Broeder Club) 11. Feedback (Moto Blanco Dub) CD kislemez (Ausztrália) 1. Feedback (Single Version) 2. Feedback (Ralphi Rosario Electroshok Radio Mix) | CD kislemez (EU) 1. Feedback (Main Version) 2. Feedback (Ralphi Rosario Electroshok Radio Mix) CD maxi kislemez (Németország) 1. Feedback (Rosabel Hyper Mix) 2. Feedback (Ralphi Rosario Dirty Sexy Vox) 3. Feedback (Ralphi Rosario & Craig J Electroshock Vox) 4. Feedback (Craig J's Sassy Vox) 12" maxi kislemez (Egyesült Királyság) 1. Feedback (Main Version) 2. Feedback (Instrumental) 3. Feedback (Ralphi Rosario Electroshok Radio Mix) 2x12" maxi kislemez (USA) 1. Feedback (Moto Blanco Full Vocal) 2. Feedback (Wideboys Club Mix) 3. Feedback (Jody Den Broeder Club Mix) 4. Feedback (Ralphi Rosario Dirty Sexy Vox Mix) 5. Feedback (Moto Blanco Dub) 6. Feedback (Wideboys Dub) |

## Helyezések
| Slágerlista (2007)                       | Legmagasabb helyezés |
| ---------------------------------------- | -------------------- |
| USA Billboard Hot 100                    | 19                   |
| USA Billboard Hot R&B/Hip-Hop Songs      | 39                   |
| USA Billboard Pop 100                    | 38                   |
| USA Billboard Hot Dance Club Play        | 1                    |
| Ausztrál ARIA kislemezlista              | 50                   |
| Ö3 Austria Top 40                        | 47                   |
| Belga Ultra Top 50 flandriai slágerlista | 19                   |
| Bulgária, Top 40                         | 2                    |
| Dán kislemezlista                        | 27                   |
| Euro 200                                 | 157                  |
| Francia kislemezlista                    | 36                   |
| Francia rádiós játszási lista            | 17                   |
| Görög kislemezlista                      | 5                    |
| Holland Mega Single Top 100              | 94                   |
| Holland kislemezlista                    | 59                   |
| Ír kislemezlista                         | 32                   |
| Kanadai Hot 100                          | 3                    |
| Német Top100 kislemez                    | 40                   |
| Norvég kislemezlista                     | 16                   |
| Román Top 100                            | 63                   |
| Svájci kislemezlista                     | 51                   |
| Svéd kislemezlista                       | 41                   |
| Szlovák rádiós játszási lista            | 8                    |
| Új-zélandi RIANZ kislemezlista           | 17                   |
| Nemzetközi egyesített slágerlista        | 14                   |